# Marzena Stańska
Marzena Ewa Stańska – polska zoolog, arachnolog, doktor habilitowana nauk biologicznych. Od 2020 roku Dyrektor Instytutu Nauk Biologicznych Uniwersytetu Przyrodniczo-Humanistycznego w Siedlcach.

## Życiorys
W 1995 ukończyła jednolite studia magisterskie na Wydziale Rolniczym Wyższej Szkoły Rolniczo-Pedagogicznej w Siedlcach (obecnie Uniwersytet w Siedlcach). Pracę magisterską pt. „Wpływ temperatury, manganu i żelaza na bakteriocynogenne szczepy Yersinia enterocolitica” przygotowała w Katedrze Mikrobiologii pod kierunkiem prof. dr. hab. Kazimierza Bukowskiego.
W 2003 r. uzyskała stopień doktora nauk biologicznych w zakresie biologii – zoologii na Wydziale Biologii Uniwersytetu im. Adama Mickiewicza w Poznaniu na podstawie rozprawy pt. „Fauna pająków (Araneae) wybranych typów lasów liściastych w Puszczy Białowieskiej” przygotowanej pod kierunkiem prof. Wojciecha Staręgi.
W 2019 r. uzyskała stopień doktora habilitowanego w dyscyplinie nauk biologicznych na podstawie rozprawy pt. "Impact of management regimes on epigeic spider assemblages in semi-natural mesic meadows".
Prowadzi badania ekologiczno-faunistyczne poświęcone różnym grupom organizmów, a w szczególności europejskiej faunie pająków. Jej zainteresowania naukowe skupiają się głównie wokół wpływu naturalnych i antropogenicznych procesów na różnorodność pajęczaków. Podejmuje również problemy badawcze związane z rozmieszczeniem organizmów w siedlisku i czynnikami je kształtującymi.
Jest autorką ponad 60 oryginalnych prac naukowych. Brała udział w pięciu projektach badawczych finansowanych ze źródeł krajowych i europejskich, w dwóch pełniąc funkcję kierownika.